# مؤسسه ماکس پلانک برای تحقیقات حالت جامد
مؤسسه Max Planck برای تحقیقات حالت جامد (به آلمانی: Max-Planck-Institut für Festkörperforschung) در سال ۱۹۶۹ تأسیس شد و یکی از ۸۲ مؤسسه  انجمن ماکس پلانک است. این مؤسسه در پردیس دانشگاه اشتوتگارت و در همسایگی مؤسسه ماکس پلانک برای سیستمهای هوشمند واقع شده‌است.

## تمرکز تحقیق
فعالیتهای علمی در مؤسسه ماکس پلانک برای تحقیقات حالت جامد بر روی فیزیک و شیمی ماده چگال متمرکز شده‌است و از آن جمله می‌توان به دانش مواد پیچیده و ساختارهای نانو اشاره کرد، که در هر دوی این زمینه‌های علمی، خواص انتقالی الکترونها و یونها مورد توجه ویژه ای هستند.

## ساختار
این مؤسسه در حال حاضر دارای هشت بخش است.

### نظریه ساختار الکترونیکی
گروه نظری ساختار الکترونیکی به مدیریت علی علوی، با استفاده از روشهای کوانتومی مونت کارلو، شیمی کوانتومی و روشهای بس ذره‌ای در زمینه توسعه روشهای آغازین بنیاد برای رفتار سیستمهای الکترونیکی می‌پردازد. روش‌های آغازین بنیاد (شامل نظریه ماتریس چگالی: DFT) برای اعمال بر مسایلی چون کاتالیز ناهمگن، شیمی سطوح، الکتروشیمی و فتوشیمی مورد استفاده قرار می‌گیرد.

### طیف‌سنجی حالت جامد
دانشکدهٔ طیف‌سنجی حالت جامد که به سرپرستی برنهارد کایمر اداره می‌شود، به بررسی پدیده جمعی کوانتومی در مواد الکترونیکی همبسته قوی با استفاده از تکنیکهای طیف‌سنجی و همچنین پراکندگی می‌پردازد. مباحث مورد علاقه فعلی شامل تعامل بین درجات آزادی شامل بار، مدار و اسپین در اکسیدهای فلزات واسطه، و مکانیسم ابررسانایی با دمای بالا و کنترل رفتار فازی الکترونها در ابرساختارهای اکسید فلزی است. این بخش همچنین روشهای جدید طیف‌سنجی مانند طیف‌سنجی نوترونی با وضوح بالا و طیف‌سنجی بیضوی را توسعه می‌دهد.

### علوم نانو
تحقیقات در گروه علوم نانو به مدیرت کلاوس کرن، متمرکز بر علم و فناوری در مقیاس نانومتر با تمرکز بر الگوی پایین به بالا است. هدف از این مجموعه، تحقیقات میان رشته‌ای بین فیزیک، شیمی و زیست‌شناسی است که به دست آوردن راهکارهای کنترلی مواد در سطح اتمی و مولکولی، و امکان طراحی سیستم‌ها و دستگاه‌ها با خواص و رفتار کوانتومی از یک طرف و نزدیک شدن به ویژگی‌های ماده زنده از سوی دیگر است.

### سیستم‌های الکترونی با بعد کم
تمرکز اصلی این گروه علمی بر خواص سیستم‌های الکترونی با ابعاد کم بعدی مانند یک دو و صفر بعدی است، به ویژه تأثیر پدیده‌های کوانتومی در خواص انتقالی و پاسخ نوری است. ریاست این گروه بر عهده فیزیک‌دان داری نوبل فیزیک کلاوس فون کلیزینگ می‌باشد.

### شیمی فیزیکی جامدات
گروه شیمی فیزیکی جامدات تحت نظر یواخیم مایر اداره می‌شود. تأکید این گروه بر رساناهای یونی (مانند پروتونهای معدنی یا آلی، هادی‌های یونی و یون‌های اکسیژن) و فلزات مختلط (به‌طور معمول پراوسکیت‌ها) است. دامنه این تحقیقات از کاوش در مکانیسمهای اساسی تا طراحی مواد برای کاربردهای الکتروشیمیایی (باتری، سلول سوختی، حسگرها) متغیر است.

### الکترونیک کوانتومی حالت جامد
در اثر پدیده‌های مکانیکی کوانتومی، ساختارهای ناهمگن رشد یافته از مواد پیچیده، پتانسیل جالبی برای ایجاد سیستمهای الکترونی جدید دارند. بسیاری از آنها دارای خواص برجسته ای هستند طراحی، رشد و اکتشاف چنین سیستمهای الکترونیکی به خصوص موادی که در طبیعت در حالت عادی یافت نمی‌شوند در کانون توجه گروه الکترونیک کوانتومی حالت جامد قرار دارد که به سرپرستی کلوز فون کلیزینگ انجام می‌شود.

### نظریه کوانتومی بس ذره ای
دز این گروه به مدیریت والتر متزنر، خواص الکترونیکی جامدات در بخش نظری کوانتومی بس ذره ای با تأکید بر سیستمهایی همبسته قوی‌الکترونیکی، مانند کوپرات‌ها، منگنیت‌ها و سایر اکسیدهای فلزی انتقال، تجزیه و تحلیل می‌شوند. به علاوه این گروه علاقه‌مند به شکست تقارن منجر به گذار فاز مغناطیسی، نظم مداری و بار، یا ابررسانایی است که همبستگی الکترونی می‌تواند باعث جایگزیدگی الکترونها و اثرات قابل توجه دیگر بس ذره ای شود که با تقریب الکترونهای مستقل قابل توصیف نیست.

### مواد کوانتومی
درهم آمیختگی الکترونها در مواد جامد، همراه با جزئیات ساختار شبکه کریستالی، فازهای الکترونیکی جالبی از انواع مختلف را ایجاد می‌کند، که حالت‌های مایع، مایع کریستالی و کریستالی با درجه آزادی بار و اسپین هستند. این فازهای پیچیده الکترونی و رقابت بین آنها اغلب عملکرد جدیدی را ایجاد می‌کند. گروه مواد کوانتومی به سرپرستی هیدوری تاکاگی در حال مطالعه این فازهای جدید در اکسیدهای فلزات واسطه و ترکیبات مرتبط در آن است که در باندهای نواری اربیتال d شکل گرفته، و همبستگی‌های الکترونی قوی منجر می‌شوند که ترکیبات غنی از چنین موادی کشف شوند.

## اعضای علمی
- علی علوی
- برنهارد کایمر
- کلاوس کرن
- کلاوس فون کلیتسینگ
- بتینا لوتش
- یواخیم مایر
- یوخن مانهارت
- والتر متزنر
- هیده‌نوری تاکاگی

## گروه‌های تحقیقاتی
۱۳ گروه تحقیقاتی از سال ۲۰۰۵ در این مؤسسه تأسیس شده‌اند:
- الکترونیک ارگانیک (هاگن کلاوک، از سال ۲۰۰۵)
- Nanooptics Ultrafast (مارکوس لیپیتز، استادیار جوان در دانشگاه اشتوتگارت، از سال ۲۰۰۶)
- نظریه نانوساختارهای نیمه هادی (گابریل بستر، از سال ۲۰۰۷)
- طیف‌سنجی تونلینگ از مواد الکترونی کاملاً همبسته (پیتر وال، از سال ۲۰۰۹)
- رویکردهای محاسباتی به ابررسانایی (لیلیا بوئری، ۲۰۰۹–۲۰۱۳)
- نانوفیزیک حالت جامد (یورگن اسمت، از سال ۲۰۱۱)
- نانوشیمی (Bettina Lotsch، ۲۰۱۱–۲۰۱۶)
- دینامیک سیستم‌های نانوالکترونیک (سباستین لوت، همکاری با مرکز علوم لیزر الکترون آزاد، از سال ۲۰۱۱)
- نانوساختارهای عملکردی نانو (Ionela Vrejoiu، از سال ۲۰۱۲)
- طیف‌سنجی اشعه ایکس ناهمگن ساختاری اکسید (اوا بنکیزر، از سال ۲۰۱۴)
- طیف‌سنجی Ultrafast حالت جامد (استفان کایزر، استادیار جوان در دانشگاه اشتوتگارت، از سال ۲۰۱۴)
- ساختار الکترونیکی مواد همبسته (فیلیپ هانسمان، از سال ۲۰۱۵)
- شیمی کوانتومی محاسباتی برای جامدات (آندریاس گرونیس، از سال ۲۰۱۵)

## دانشکده تحقیقات بین‌المللی مکس پلانک (IMPRS)
از سال ۲۰۱۴ این مؤسسه دانشکده تحقیقات بین‌المللی مکس پلانک را برای علم مواد کوانتمی (IMPRS-CMS)، که یک برنامه مشترک با دانشگاه اشتوتگارت است، اداره می‌کند که به سرپرستی برنهارد کایمر است. IMPRS-CMS جانشین «IMPRS برای مواد پیشرفته» یک پروژه مشترک به همراه MPI برای سیستم‌های هوشمند و دانشگاه اشتوتگارت است که در سال ۲۰۰۱ آغاز شد.

## مرکز ماکس پلانک
مرکز فناوری نانو و مولکولی Max Planck-EPFL با گردآوری دانشمندان جامعه Max Planck و Ecole Polytechnique Federale de Lausanne (EPFL) به عنوان یک انجمن برای همکاری و تحقیقات فعالیت می‌کند. این مرکز جنبه‌های علمی جدیدی از نانوساختارهای مولکولی را با تمرکز ویژه بر علوم جدید مرتبط با انرژی پایدار، سنجش شیمیایی و فناوری‌های زیست پزشکی بررسی می‌کند.

## اعضا علمی بازنشسته
- اوله کروگ اندرسن (۱۹۷۸–۲۰۱۲)
- مارتین جانسن (۱۹۹۸–۲۰۱۲)
- هانس-یواخیم کوئیسر (۱۹۷۰–۱۹۹۷)
- آرنت سیمون (۱۹۷۴–۲۰۱۰)
- پیتر وایدر (۱۹۸۴–۲۰۰۱)

## زیر ساخت
این مؤسسه حدود ۴۳۰ نفر را شامل می‌شود، از جمله ۱۱۰ دانشمند، ۹۰ دانشجوی دکترا و ۷۰ دانشمند میهمان.